# 아베 나쓰미 & 야지마 마이미 (℃-ute)
아베 나츠미 & 야지마 마이미 (℃-ute)(安倍なつみ&矢島舞美 (℃-ute))는 헬로! 프로젝트의 아베 나츠미와 야지마 마이미로 구성된 여성 듀엣 유닛이다.

## 멤버
- 아베 나츠미 (개인활동중)
- 야지마 마이미 (개인활동중)

## 개요
헬로! 프로젝트에 소속하는 아베 나츠미와 야지마 마이미에 의해 결성되는 스페셜 유닛이다. 아베 26세, 야지마 16세라고 하는 10세의 연령차이를 특징으로 하고 있다.
데뷔 싱글은 팬의 투표에 의해「16歳の恋なんて (5094표)」,「私の恋人なのに (2861표)」의 2곡 중으로부터 1개를 선출하는 방식으로 결정되었다(※외모내의 표수가 투표 결과).
- 아베 사정「돌연 짜게 되었다」[2]라는 것으로, PV 촬영에도 별로 기간이 없었다고 한다[3].
- 아베는 야지마를「やじまん (야지망)」이라고 부르고 있다.

## 활동

### 2007년
- 11월 27일, 데뷔 싱글을 팬의 투표로 결정하는 것이 고지된다.
- 11월 28일, 투표 접수 개시.
- 12월 6일, 데뷔 싱글이「16歳の恋なんて」으로 결정.

### 2008년
- 1월 16일, 1st 싱글「16歳の恋なんて」에서 데뷔.

### 2009년
- 4월 중순, 헬로! 프로젝트의 공식 사이트로부터 상세한 프로필이 소멸했다.

## 음악

### 싱글
1. 16歳の恋なんて (2008년 1월 16일, 초회한정한정반：HKCN-50061／통상반：HKCN-50062)
  - 커플링 : 私の恋人なのに

### 앨범
1. ハロー！プロジェクト スペシャルユニット メガベスト (2008년 12월 10일)

### 싱글V
1. 16歳の恋なんて (Hachama, 2008년 2월 6일)

## 같이 보기
- 아베 나츠미
- 야지마 마이미